# Kishiryū Sentai Ryusoulger
Lupinrangers VS Patrangers Kiramagers
Kishiryū Sentai Ryusoulger (騎士竜戦隊リュウソウジャー, Kishiryū Sentai Ryūsōjā, littéralement Ryusoulger, l'escadron des Chevaliers Dragons) est une série télévisée japonaise du genre sentai créée en 2019.
Il s'agit de la 43e série de la franchise.
Il a pour thème les chevaliers et les dinosaures.

## Synopsis
Il y a 65 millions d'années, la très puissante tribu des Druidons régnait sur Terre. La tribu a abandonné la planète quand un météore gigantesque s'est approché, promettant de revenir comme les dirigeants du monde alors qu'ils se dirigeaient vers l'espace.
La tribu Ryusoul qui s'est battue contre la tribu Druidon est restée sur terre, avec ses compagnons dinosaures, les Kishiryu. La tribu Ryusoul a résisté à la glaciation provoquée par le gigantesque météore. Ils ont placé leurs compagnons Kishiryu dans les Ryusouls et les ont scellés dans des temples dans le monde entier.
Le temps a passé et la tribu Druidon est revenue après avoir combattu dans des environnements hostiles à travers l'espace, augmentant totalement leurs pouvoirs. La tribu Ryusoul qui a assuré la sécurité de la Terre dans le passé a sélectionné de nouveaux chevaliers: les Ryusoulgers. Ils ont été relancés par leur mission alors que la bataille contre la tribu Druidon commence.

## Personnages

### Ryusoulgers
| Acteur            | Personnage            | Senshi        | Motif                           | Couleur      | Surnom                   | Kishiryu              |
| ----------------- | --------------------- | ------------- | ------------------------------- | ------------ | ------------------------ | --------------------- |
| Masaya Kikawada   | Master Red            | Ryusoul Red   | Tyrannosaure                    | Rouge        | Non utilisé              | Non utilisé           |
| Ichinose Hayate   | Koh                   | Ryusoul Red   | Tyrannosaure                    | Rouge        | Le chevalier brave       | Tyramigo              |
| Jouji Shibue      | Master Blue           | Ryusoul Blue  | Tricératops                     | Bleu         | Non utilisé              | Non utilisé           |
| Tsuna Keito       | Melto                 | Ryusoul Blue  | Tricératops                     | Bleu         | Le chevalier sage        | Triken                |
| Miyuu Sawai       | Master Pink           | Ryusoul Pink  | Ankylosaure                     | Rose         | Non utilisé              | Non utilisé           |
| Osaki Ickita      | Asuna                 | Ryusoul Pink  | Ankylosaure                     | Rose         | Le chevalier robuste     | Ankyloze              |
| Obara Yuito       | Towa                  | Ryusoul Green | Tigersaurus (Dinosaure fictif)  | Vert         | Le chevalier vivace      | Saberlance            |
| Masaru Nagai      | Master Black          | Ryusoul Black | Needlesaurus (Dinosaure fictif) | Noir         | Non utilisé              | Non utilisé           |
| Kishida Tatsuya   | Bamba                 | Ryusoul Black | Needlesaurus (Dinosaure fictif) | Noir         | Le chevalier majestueux  | Myleedle              |
| Hyodo Chikai      | Canalo                | Ryusoul Gold  | Mosasaure                       | Doré/ Marine | Le guerrier des mers     | MosaRex, SpinoThunder |
| Seiya Osada       | Nada                  | Gaisorg       | Chevalier noir                  | Violet       | Le chevalier indomptable | Dinomigo              |
| Mitsuru Fukikoshi | Seto (Naohisa Tatsui) | Ryusoul Brown | Gailsoulg, Métal rouillé        | Marron       | Non utilisé              | N'en possède pas      |

- Koh (コウ, Kō?) / Ryusoul Red : Jeune membre de la tribu Ryusoul, Koh est un génie du combat qui ne connait pas la peur. Il a été entraîné par MasterRed pour devenir Ryusoul Red[4]. Kou est âgé de 209 ans.
- Melto (メルト, Meruto?)/ Ryusoul Blue : Melto est un génie qui a soif de connaissances. Il n'est pas très fort mais il élabore des stratégies imparables grâce à sa mémoire photographique. Il apprend lentement mais surement[4].
- Asuna (アスナ, Asuna?)/ Ryusoul Pink : Bien qu'elle n'aime pas le faire remarquer, Asuna est la plus forte des Ryusoulger. Bien qu'elle vienne d'une famille aisée, elle est très directe et il lui arrive parfois de parler trop vite[4].
- Towa (トワ, Towa?) / Ryusoul Green : Petit frère de Banba, Towa est un pacifiste qui n'aime pas forcément se battre, bien qu'il soit extrêmement fier de sa vitesse[4].
- Bamba (バンバ, Banba?)/ Ryusoul Black : Grand frère de Towa, Banba a élevé ses techniques de combat au plus haut niveau. Son désir de protéger la Terre est véritable, mais il s'en sert comme excuse pour prouver sa force. Il se fiche de tout le monde sauf de son petit frère[4].
- Canalo (かなろ, Kanaro?)/ Ryusoul Gold : Prince de la Tribu Ryusoul qui est parti vivre sur la mer avec une partie de son peuple après le combat contre les Druidons. Il vient sur Terre afin de trouver une femme pour éviter que son peuple finisse par disparaître. Même s'il est du genre beau gosse et un excellent combattant, son côté radin et désagréable ne l'aide pas à se faire des amis.
- Nada (ナダ?)/ Gaisorg : Ancien disciple de Master Red, Nada avait autrefois quitté le village parce qu'il n'a pas été choisi pour être l'actuel Ryusoul Red. Il considère Koh comme son rival. En apprenant le retour des Druidons après l'attaque du Minosaure Dodomeki, il offre son aide aux Ryusoulgers en les conduisant à Pachygaroo et Chibigaroo. Il est plus tard révélé être l'hôte actuel de Gaisoulg. Lorsque les Ryusoulgers ont trouvé un moyen de purifier l'armure Gaisoulg, Nada en prend le plein contrôle et devient le 7e  Ryusoulger. Bien qu'il soit tué au combat contre l'assassin Druidon, Uden, l'esprit de Nada et l'armure Gaisoulg se sont transformés respectivement en Max Ryusoul et en Max Ryusoul Changer.

### Alliés
- Naohisa Tatsui : C'est un paléontologue qui aide les Ryusoulger[4].
- Ui Tatsui: Elle est la fille de Naohisa Tatsui et une Youtubeuse qui rencontre les Ryusoulgers[4].
- Master Red : C'est le précédent Ryusoul Red et le maître de Kou. Rien ne le différencie d'un Ryusoul Red normal, hormis le fait qu'il n'a pas de Ryusoul Holder et qu'il se bat avec une épée normale[5]. Il a choisi Kou comme successeur car il a été impressionné par son cœur vertueux. Il accorde beaucoup d'importance à lui enseigner comment un vrai chevalier digne de ce nom doit se comporter. Master Red est incarné à l'écran par Masaya Kikawada, qui a précédemment joué Takeshi Hongo/ Kamen Rider 1gou dans Kamen Rider The First[6].
- Master Blue : C'est le précédent Ryusoul Blue[5]. Master Blue est calme et toujours précis dans ses actions. Il est l'un des rares seuls à croire en son disciple, Melt. Il est interprété par Joji Shibue, qui a précédemment joué Kamen Rider Ibuki dans Kamen Rider Hibiki et Tuxedo Kamen dans la série live Pretty Guardian Sailor Moon [6].
- Master Pink : C'est le précédent Ryusoul Pink[5]. Master Pink est une mentor gentille qui s'inquiète beaucoup pour sa disciple, Asuna. Elle est interprétée par Miyu Sawai qui a précédemment joué Usagi Tsukino dans la série live Pretty Guardian Sailor Moon [6].
- Master Green : C'est le précédent Ryusoul Green[5].
- Master Black : C'est le précédent Ryusoul Black[5].
- L'ancien de la tribu Ryusoul : C'est le doyen de la tribu Ryusoul. Il est interprété par Jiro Dan qui a précédemment joué Hideki Go, l'hôte d'Ultraman Jack et Ikki Kasumi, le père des Gouraigers dans Hurricaneger[6].
- Seto : Un ancien membre de la tribu Ryusoul qui utilise le corps de Naohisa Tatsui.
- Valma : Il est l'ancêtre des Ryusoulgers et le créateur de Gaisoulg ainsi que son porteur originel. Il est le premier utilisateur de Kishiryuzin qui utilise pour le repousser Gachireus et Tanjkoh. Après avoir été obnubilé par le pouvoir à cause de l'armure de Gaisoulg, Valma devient  l'antagoniste principal du film. Il est interprété par Shiro Sano.
- Yuno : Elle est la fille de Valma. Yuno est la principale alliée des Ryusoulger dans le film Kishiryu Sentai Ryusoulger The Movie: Time Slip! Dinosaur Panic!! . Elle porte une petite version de Kishiryu Cobrago autour du cou. Elle est interprétée par Rie Kitahara.

### Ennemis

#### Tribu Druidon
La tribu Druidon (ドルイドン族, Doruidon Zoku)  est  une tribu maléfique qui avait attaqué la Terre à l’époque des dinosaures et s’était battue contre les Kishiryu et les Chevaliers avant d’échapper à la grande extinction provoquée par les météorites. Après 65 millions d'années de dérive, ils sont revenus sur Terre pour finir ce qu'ils l'avaient commencé.
- Tankjoh (タンクジョウ, Tankujō?) : Un général lourdement blindé  qui commande les Dorun[2]. Il s'auto-proclame guerrier le plus fort de la tribu Druidon. Il a tué Master Red. Il est le premier ennemi vaincu par Kishiryuoh Five Knights.
- Kreon (クレオン, Kureon?) : Un général qui a la capacité de créer des Minosaurs à partir d'humains[2]. Il n'a pas de cœur car il est un slime vivant.
- Wyzul (ワイズルー, Waizurū?) : Un général de Druidon qui adore s'amuser avec les gens et armé d'un bâton, qui remplace Tankjoh après sa mort comme ennemi récurrent des Ryusoulgers[7]. Son but est de faire un grand spectacle en battant les Ryusoulger.
- Gachireus :
- Pricious [8]:
- Yabasword :
- Gaisorg : C'est un guerrier en armure argentée et violette qui se bat avec une RyusoulKen violette. Première apparition dans Super Sentai Saikyo Battle.
- Dorun : Ce sont les fantassins de la Tribu Druidon.
- Minosaurs (マイナソー, Mainasō?) : Ce sont des monstres sur le thème des créatures de la mythologie, créés à partir des émotions négatives d'un être humain, drainent l'énergie vitale de leur hôte pour atteindre sa taille réelle. Certains se produisent naturellement tandis que d'autres sont produits par Cleon, ciblant des humains idéaux (bien que les objets et les organismes non humains avec de fortes émotions négatives peuvent des hôtes pour les Minosaurs).

#### Eras
Antagoniste final des Ryusoulger, elle est la mère des Druidon et créatrice de la tribu Ryusoul. Elle souhaite détruire ses descendants pour protéger la Terre.

## Arsenal

### Équipements
- Ryusouls : Il s'agit de têtes de dinosaures pouvant se transformer en figurines en les pliant[9],[10]. C'est de ces objets que vient le pouvoir des Ryusoulgers. Elles débloquent différents pouvoirs et différentes armes.
- Ryusoul Changer :  Il s'agit d'un bracelet en forme de dinosaure, qui permet aux Ryusoulgers de se transformer. Pour se transformer, ils doivent insérer leur Ryusoul principale (Red, Blue, Pink, Green ou Black Ryusoul) dans le Ryusoul Changer et faire pivoter le mézail sur les yeux du dinosaure et danser en disant "Ryuso Change"[10].
- Ryusoul Buckle : Il s'agit de la ceinture des Ryusoulgers. Elle sert à stocker les Ryusouls.
- Mosa Changer [3]: Il s'agit d'un pistolet en forme de dinosaure, qui permet à Ryusoul Gold de se transformer.
- Meramera Cho Ryusoul (Super Ryusoul enflammée)[3]: Il s'agit d'une Ryusoul qui donne un power-up armure intégrale à Ryusoul Red.
- Gaisoulg Ken : Il s'agit de l'épée de Gaisoulg qui lui sert aussi pour se transformer. C'est un prototype de Ryusoul Ken.
- Max Ryusoul Changer[8] : Il s'agit une arme en forme de griffe servant à transformer Ryusoul Red en Max Ryusoul Red (fusion entre Ryusoul Red et l'armure de Gaisoulg).
- Ryusoul Calibur: Il s'agit d'une épée légendaire servant de power-up pour Ryusoul Red et  Ryusoul Gold.

### Armes
- RyusoulKen[3] : Il s'agit d'une épée utilisée par les Ryusoulgers.
- Mosa Blade[3] : Il s'agit de l'épée de Ryusoul Gold.
- Mosa Breaker[3] : Combinaison du Mosa Blade et du Mosa Changer.
- Gaisoulg Ken : Il s'agit de l'épée de Gaisoulg qui lui sert aussi pour se transformer. C'est un prototype de Ryusoul Ken.
- Max Ryusoul Changer :

### Mechas
Les mechas sont les Kishiryū. Pour former un robot géant, il y a un ajout d'une tête qui est une Ryusoul et /ou une combinaison des Kishiryūs.
- Tyramigo : Partenaire de Ryusoul Red. C'est un tyrannosaure pouvant passer en mode robot et en mode tank.
  - Kishiryuoh : Mode robot de Tyramigo, le tyrannosaure se transforme en un chevalier géant. La tête est la Red Ryusoul.
  - Kishiryuoh Tank : Mode tank de Tyramigo, le tyrannosaure devient un char d'assaut géant.
- Triken : Partenaire de Ryusoul Blue. C'est un tricératops.
- Ankyloze : Partenaire de Ryusoul Pink. C'est un ankylosaure.
- Saberlance : Partenaire de Ryusoul Green. C'est un dinosaure fictif basé sur le tigre à dents de sabre. Il peut se rajouter à Kishiryoh Three Knights comme armure.
- Myleedle : Partenaire de Ryusoul Black. C'est un mylodon. Il peut se rajouter à Kishiryoh Three Knights comme armure.
- Dimevolcano[3] : C'est un dimétrodon. Il peut lancer du feu.
- Kishiryuoh Three Kings[10] : Combinaison de Kishiryoh avec Triken et Ankyloze . La tête est la Red Ryusoul.
- Kishiryoh Triken[10] : Combinaison de Kishiryoh avec Triken et Ankyloze . La tête est la Blue Ryusoul.
- Kishiryoh Ankyloze [10]: Combinaison de Kishiryoh avec Triken et Ankyloze . La tête est la Pink Ryusoul.
- Kishiryoh Tigerlance[10] : Combinaison de Kishiryoh Three Knights avec Saberlance. La tête est la Green Ryusoul.
- Kishiryoh Mylneedle[10] : Combinaison de Kishiryoh Three Knights avec Mylneedle. La tête est la Black Ryusoul.
- Kishiryuoh Five Knights : Combinaison de Kishiryoh Three Knights avec Saberlance et Mylneedle. La tête est la Red Ryusoul.
- Kishiryoh Dimevolcano[3] : Combinaison de Kishiryoh avec Dimevolcano.
- Mosarex[3] : Partenaire de Ryusoul Gold. C'est un mosasaure.
  - KishiryuNeptune : Mode robot de Mosarex, le mosasaure se transforme en un chevalier géant portant le nom du dieu romain des océans.
- Ammoknuckles : Ce sont des petits drones basées sur les ammonites.
- Spinothunder [3],[11]: Partenaire de Ryusoul Gold. C'est un spinosaure. C'est la combinaison de Mosarex et de Dimevolcano.
- Gigant Kishiryuoh[11] : Combinaison de Kishiryuoh et de Spinothunder.
- Shineraptor[11] : C'est un vélociraptor. Il est lié à la Kagayakisoul.
- Shadowraptor [11]: C'est un vélociraptor. Il est lié à la Kurayamisoul. Il peut créer des trous noirs.
- Cosmoraptor [11]: Combinaison des deux raptors, Shineraptor et Shadowraptor. Il est lié à la Cosmosoul. Il peut voyager dans les dimensions.
- Kishiryuoh Shineraptor [11]: Combinaison de Kishiryuoh et de Shineraptor.
- KishiryuNeptune Shadowraptor [11]: Combinaison de KishiryuNeptune et de Shadowraptor.
- Pachygaroo [11]: C'est un pachycéphalosaure adulte.
- Chibigaroo [11]: C'est un pachycéphalosaure enfant.
- Kishiryoh Garoo[11] : Combinaison de Kishiryuoh Three Knights et des deux Kishiryū pachycéphalosaures, Pachygaroo et Chibigaroo.
- Kishiryuzin[11] : C'est le Kishiryū de Gaisoulg.
  - Dinomigo[12]: C'est un  Kishiryū de Gaisoulg. C'est un tyrannosaure.
  - Cobrago[12]: Ce sont 2 Kishiryūs de Gaisoulg. Ce sont 2 cobras.
- Pterardon : C'est le Kishiryū du ciel. C'est un ptéranodon. C'est la vraie forme de Pi-Tan. Il peut voler et geler.
  - YokuRyuOh: C'est le mode robot humanoïde de Pterardon. Sous cette forme, Pterardon est le plus rapide des Kishiryu.
- Kishiryu Ptyramigo : Combinaison de Tyramigo et de Pterardon. La combinaison ressemble à un dragon.
- KishiRyuOh Jet :  Combinaison de Ptyramigo et des deux Kishiryū pachycéphalosaures, Pachygaroo et Chibigaroo. La tête est la Red Ryusoul.
- King KishiRyuOh : Combinaison finale de la série entre les Kishiryus de la Terre, de la Mer et du Ciel pouvant prendre une forme de robot humanoïde, donc Tyramigo, Mosarex et Pterardon. C'est le robot le plus puissant de la série. Son attaque finale est Big Bang Evolution, une attaque surpuissante combinant la puissance de tous les Kishiryu, sauf Dinomigo et Cobrago.

## Génériques

### Générique de début
- "Kishiryū Sentai Ryusoulger" (騎士竜戦隊リュウソウジャー, Kishiryū Sentai Ryūsōjā?)[13]
  - Lyrics: Mike Sugiyama (マイク スギヤマ, Maiku Sugiyama?)
  - Composition: Kentaro Sonoda (園田 健太郎, Sonoda Kentarō?)
  - Arrangement: Masato Kouda (甲田 雅人, Kōda Masato?)
  - Artiste: Tomohiro Hatano (幡野 智宏, Hatano Tomohiro?)

### Générique de fin
- "Que Booom! Ryusoulger" (ケボーン！リュウソウジャー, Kebōn! Ryūsōjā?)[13]
  - Lyrics: KOCHO
  - Composition: Kosuke Okui (奥井 康介, Okui Kōsuke?)
  - Arrangement: Takeshi Nakatsuka (中塚 武, Nakatsuka Takeshi?)
  - Artiste: Masayo Sawada (沢田 雅世, Sawada Masayo?), plus connue sous le nom de scène Sister Mayo

## Autour de la série
- Il s'agit du 4e Super Sentai avec pour thème les Dinosaures. Il succède à Kyōryū Sentai Zyuranger, Bakuryū Sentai Abaranger et Zyuden Sentai Kyoryuger. Mais pour la première fois, la nouvelle saison basée sur les dinosaures n'est pas séparée de 10 ans avec la saison précédente (mais de 6 ici).
- Dans son esthétique, la série partage plusieurs points communs avec la série Kyoryuger : Même code couleur, arsenal similaire, même mode de fonctionnement pour l'assemblage du mecha. Pour les fans, Toei et Bandai, à la suite des échecs commerciaux des précédentes séries, cherchent à renouveler le succès de Kyoryuger qui avait fait un excellent chiffre d'affaires sur la ventes des produits dérivés en 2013.
- Le thème de la série a été sujet à confusion. Étant donné que le terme Kishiryū se traduit par "Chevalier Dragon", les fans s'attendaient à un Sentai qui aurait pour thème "les Dragons". À la révélation de la nouvelle série, les fans se sont divisés entre ceux qui comprennent la démarche de la Toei pour un nouveau thème Dinosaure plus tôt que prévu et ceux qui s'attendaient à quelque chose de plus original.
- Le fait que le motif du ranger rouge soit un Tyrannosaure, comme dans les 3 précédents Sentais Dinosaures, a fait sujet de mème sur Twitter : "I’m sick of red rangers with t-rex mecha", où les fans partagent des images de ranger rouge avec pour motif un animal commun.
- Il s'agit de la première série suivant le schéma "Équipe qui commence par un trio et qui est suivis par 2 autres rangers" qui démarre avec la combinaison de couleur Rouge/Bleu/Rose.
- Il s'agit de la première série Super Sentai à être diffusée en Corée du Sud en même temps qu'au Japon.
- La série sera adaptée en 2021 en version américaine sous le nom de Power Rangers : Dino Fury